# Begierde – The Hunger
Begierde – The Hunger (Originaltitel: The Hunger) ist eine kanadisch-britisch-US-amerikanische Horror-Anthologie-Fernsehserie.
Ihre Erstausstrahlung erfolgte ab 20. Juli 1997 bei den Sendern The Movie Network, Showtime und Syfy (damals noch SciFi genannt).
Die Serie basiert lose auf dem Film Begierde (1983), dessen Originaltitel ebenfalls The Hunger lautet.
Jede Episode wurde um eine unabhängige Geschichte gespannt, welche von einem Erzähler eingeführt und abgeschlossen wird. Erzähler der ersten Staffel war der Schauspieler Terence Stamp, Erzähler der zweiten Staffel der Sänger und Schauspieler David Bowie, der bereits in der Vorlage eine Rolle innehatte.
Die Serie wurde von Tony und Ridley Scott ko-produziert, welche ebenfalls hinter dem Projekt standen.
Im deutschsprachigen Raum war die Serie erstmals 2004 beim Sender Tele 5 zu sehen. In unregelmäßigen Abständen erfolgen noch heute Ausstrahlungen beim Sender eoTV.

## Darsteller und Synchronisation
Zahlreiche Schauspielerinnen und Schauspieler, hatten in den einzelnen Episoden der Serie Gastrollen. Zu ihnen zählen unter anderem Balthazar Getty, Karen Black, Lena Headey, Daniel Craig, Colin Ferguson, Nick Mancuso, Esai Morales, Brooke Smith, Giancarlo Esposito, Bruce Davison, Joanna Cassidy, Giovanni Ribisi, Eric Roberts, Jennifer Beals, Max Martini, Anthony Michael Hall, Rachelle Lefèvre und A Martinez.
| Schauspieler  | Charakter                                     | Synchronisation  |
| ------------- | --------------------------------------------- | ---------------- |
| Terence Stamp | Host #1 (Erzähler 1. Staffel)                 | Bodo Wolf        |
| David Bowie   | Host #2 (Erzähler 2. Staffel) (Julian Priest) | Frank Glaubrecht |

## Veröffentlichung in Deutschland
Beide Staffeln der Serie sind im deutschsprachigen Raum über Koch Media veröffentlicht worden.
- Staffel 1 erschien am 20. September 2010[5]
- Staffel 2 erschien am 27. Mai 2011[6]
- eine Box mit dem Titel Begierde – Die komplette Serie erschien am 15. Februar 2013 und enthält alle Episoden beider Staffeln.[7]
- eine Neuveröffentlichung der kompletten Serie erschien am 18. August 2016.[8]